# Natalia Nykiel
Natalia Nykiel (* 8. únor 1995 Mrągowo, Varmijsko-mazurské vojvodství, Polsko) je polská zpěvačka a skladatelka. Na polské hudební scéně vešla ve známost díky písní „Bądź duży”.

## Život a kariéra

### Mládí
Narodila se 8. února 1995 ve městě Mrągowo a vyrůstala v blízké obci Piecki. Svou hudební kariéru započala, když se zúčastnila soutěže polské zpívané poezie v Olsztyně v roce 2012.

### 2013–2015: The Voice of Poland, Lupus Electro
V roce 2013 se zúčastnila druhé sezóny The Voice of Poland (Hlas Polska), ve které se dostala do finále. Dne 23. září 2014 pod vydavatelstvím Universal Music Polska vydala své debutové studiové album s názvem Lupus Electro. Písně nahrála ve spolupráci s Kasií Nosowskou (zpěvačka ze skupiny Hey), bývalou zpěvačkou ze skupiny Sistars, Paulinou Przybysz, Karolinou Kozak, lídrem skupiny Pogodno, Jackiem „Budyniem” a Michałem „Buniem” Skrokiem ze skupiny Dick4Dick. Album produkoval Michał „Fox” Król, který je známý mimo jiné působením ve skupinách 15 Minut Projekt a Młynarski Plays Młynarski.
Dne 29. srpna 2015 zpěvačka vystoupila na galavečeru Eska Music Awards 2015, kde získal sošku v kategorii Eska TV Award – Nejlepší videoklip (za píseň „Bądź duży”). V září byla nominována na ceny MTV Europe Music Awards 2015 v kategorii Nejlepší polský počin.

### 2016: Druhé album
Dne 20. května vydala singl „Error“, který je předzvěstí jejího druhého alba. Píseň se umístila na 1. místě v oficiálním žebříčku AirPlay – Top a Nowości.

## Diskografie

### Studiová alba
| Rok  | Album |
| ---- | --- |
| 2014 | Lupus EP - Vydáno: 6. srpen 2014 - Vydavatel: HQT Music Group, Universal Music Polska - Formát: digital download |
| 2014 | Lupus Electro - Vydáno: 23. září 2014 - Vydavatel: Universal Music Polska - Formát: CD, digital download         |

### Singly
| Rok  | Titul       | Nejvyšší pozice v žebříčku | Nejvyšší pozice v žebříčku | Nejvyšší pozice v žebříčku | Nejvyšší pozice v žebříčku | Nejvyšší pozice v žebříčku | Nejvyšší pozice v žebříčku | Nejvyšší pozice v žebříčku | Nejvyšší pozice v žebříčku | Certifikace         | Album         |
| Rok  | Titul       | POL (airplay)              | POL (airplay nowości)      | POL (airplay TV)           | RMF                        | Eska                       | Zet                        | Maxxx                      | SLiP                       | Certifikace         | Album         |
| ---- | ----------- | -------------------------- | -------------------------- | -------------------------- | -------------------------- | -------------------------- | -------------------------- | -------------------------- | -------------------------- | ------------------- | ------------- |
| 2014 | „Wilk”      | –                          | –                          | –                          | –                          | –                          | –                          | –                          | 46                         |                     | Lupus Electro |
| 2015 | „Bądź duży” | 7                          | 1                          | 3                          | 1                          | 1                          | 1                          | 4                          | 3                          | - POL: 3× platinová | Lupus Electro |
| 2015 | „Ekrany”    | –                          | –                          | –                          | –                          | –                          | –                          | –                          | –                          |                     | Lupus Electro |
| 2016 | „Error”     | 1                          | 1                          | –                          | 1                          | 2                          | 1                          | 3                          | 3                          |                     | –             |

### Jako host
| Rok  | Titul                                                 | Nejvyšší pozice v žebříčku | Nejvyšší pozice v žebříčku | Nejvyšší pozice v žebříčku | Nejvyšší pozice v žebříčku | Album          |
| Rok  | Titul                                                 | POL (airplay)              | Eska                       | Maxxx                      | SLiP                       | Album          |
| ---- | ----------------------------------------------------- | -------------------------- | -------------------------- | -------------------------- | -------------------------- | -------------- |
| 2015 | „Obiecuję Ci” (Buka, Rahim hostující: Natalia Nykiel) | 39                         | 2                          | 1                          | 19                         | Optymistycznie |

### Jiné
| Rok  | Album                         | Účast                                | Ref.   |
| ---- | ----------------------------- | ------------------------------------ | ------ |
| 2015 | Buka, Rahim – Optymistycznie  | hostující zpěv v písni „Obiecuję Ci” | [ 16 ] |
| 2016 | Pawbeats – Pawbeats Orchestra | hostující zpěv v písni „Sign”        | [ 17 ] |

### Videoklip
| Rok  | Název       | Režisér         | Album         | Ref.          |
| ---- | ----------- | --------------- | ------------- | ------------- |
| 2014 | „Wilk”      | Martyna Iwańska | Lupus Electro | [ 18 ] [ 19 ] |
| 2015 | „Bądź duży” | Daniel Jaroszek | Lupus Electro | [ 20 ]        |
| 2016 | „Error”     | Florian Malak   | –             | [ 21 ]        |

#### S hostujícím podílem
| Rok  | Název                                                 | Režisér         | Album          | Ref.   |
| ---- | ----------------------------------------------------- | --------------- | -------------- | ------ |
| 2015 | „Obiecuję Ci” (Buka, Rahim gościnnie: Natalia Nykiel) | Grzegorz Lipiec | Optymistycznie | [ 22 ] |

## Koncertní turné
- Lato Zet i Dwójki (2013, koncert v Słubicích)[23]
- Lupus Electro Live Tour (2015)[24]
- Error Tour (2016)[25]

## Ocenění a nominace
| Rok  | Soutěž                                      | Kategorie                                        | Výsledek  |
| ---- | ------------------------------------------- | ------------------------------------------------ | --------- |
| 2015 | Eska Music Awards 2015                      | Eska TV Award – Nejlepší videoklip („Bądź duży”) | vítězství |
| 2015 | MTV Europe Music Awards 2015                | Nejlepší polský počin                            | nominace  |
| 2015 | The Year in Vevo 2015                       | Polak potrafi („Bądź duży”)                      | nominace  |
| 2015 | Qulturalny plebiscyt 2015 – muzyka          | Videoklip roku („Bądź duży”)                     | nominace  |
| 2015 | To nejlepší v roce 2015 – Plebiscit Onet.pl | Nejlepší umělec – Polsko                         | 10. místo |
| 2015 | To nejlepší v roce 2015 – Plebiscit Onet.pl | Nejlepší píseň – Polsko („Bądź duży”)            | 3. místo  |
| 2016 | Grube Ryby 2016                             | Przebojowy głos                                  | nominace  |
| 2016 | Polsat SuperHit Festiwal 2016               | Hit roku v rádiích („Bądź duży”)                 | nominace  |